# Emanuel Caserio
Pour les articles homonymes, voir Caserio.
Emanuel Caserio, né à Latina le 16 mars 1987, est un acteur italien.

## Biographie
Acteur italien né dans la ville de Latina, dans le Latium, en 1987, il joue dans plusieurs productions télévisées.[réf. nécessaire]
Il est reconnu internationalement dans le rôle de Stefano, fils de Gabriella (Monica Guerritore), dans la série télévisée de Netflix L'Amour trompé du cinéaste italien Pappi Corsicato.

## Filmographie
- È la mia prima volta!, de Claudio Serughetti (2014)
- 25 aprile - Lettere di condannati a morte della Resistenza italiana, de Pasquale Pozzessere (2014)
- I ponti di Sarajevo, épisode L'avamposto, de Leonardo Di Costanzo (2014)
- Io e lei, de Maria Sole Tognazzi (2015)
- L'amore rubato, d'Irish Braschi (2016)
- Forever Young, de Fausto Brizzi (2016)
- Odio l'estate, de Massimo Venier (2020)
- The Male Gaze - Hide and Seek, épisode The Den, de Lorenzo Caproni (2021)
- I cassamortari, de Claudio Amendola (2022)
- Ari-cassamortari, de Claudio Amendola (2024)

### Télévision
- 2015-2024 : Il paradiso delle signore (en), 820 épisodes (2015-en cours)
- 2024 : L'Amour trompé de Pappi Corsicato (2024)